# بوبي شوتلورث
بوبي شوتلورث (بالإنجليزية: Bobby Shuttleworth)‏ (13 مايو 1987 بتوناواندا في الولايات المتحدة - ) هو لاعب كرة قدم أمريكي في مركز حراسة المرمى. لعب مع نيو إنجلاند ريفولوشن ووسترن ماس بيونيرز وKalamazoo Outrage ‏ وAlbany BWP Highlanders ‏ وBuffalo City FC ‏.

## وصلات خارجية
- بوبي شوتلورث على موقع الدوري الأمريكي (الإنجليزية)
- بوبي شوتلورث على موقع قاعدة بيانات كرة القدم.إي يو (الإنجليزية)
- بوبي شوتلورث على موقع Soccerbase.com (لاعب) (الإنجليزية)
- بوبي شوتلورث على موقع Soccerway.com (الإنجليزية)
- بوبي شوتلورث على موقع عالم كرة القدم.نت (الإنجليزية)
- بوبي شوتلورث على موقع AS.com (الإسبانية)